# Anisodes orboculata
Anisodes orboculata är en fjärilsart som beskrevs av Louis Beethoven Prout 1922. Anisodes orboculata ingår i släktet Anisodes och familjen mätare. Inga underarter finns listade i Catalogue of Life.